# Llista de les estàtues més altes

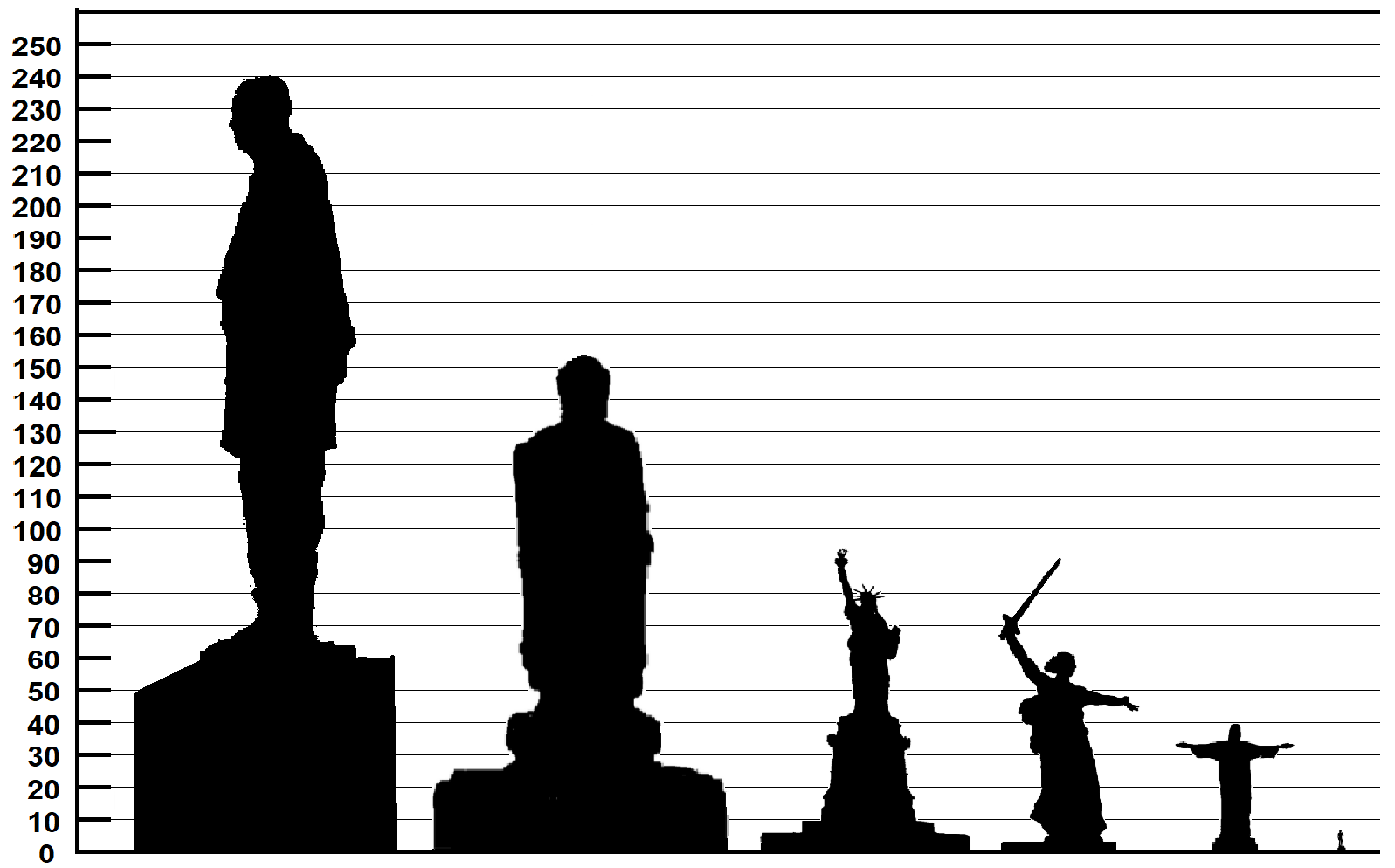
Comparativa d'algunes de les estàtues més altes del món. D'esquerra a dreta: l'Estàtua de la Unitat de 182 metres del 2018, el Temple Buda de la Font de 128etres del 2008, l'Estàtua de la llibertat de 46 metres del 1886, l'Estàtua de la Mare-pàtria de 85 metres del 1967, el Crist Redemptor de Rio de Janeiro de 30 metres del 1931, i el David de 4,3 metres del 1504.

La llista de les estàtues més altes és el conjunt de les estàtues més elevades actualment erigides que mesuren almenys 30 metres d'altura, que era l'alçada del Colós de Rodes. Els valors d'alçada d'aquesta llista estan mesurats des de la part més alta de la persona o animal representat, però sempre excloent l'alçada de qualsevol tipus de pedestal o plataforma que hi hagi a la base.
La definició d'estàtua per aquesta llista és una "escultura exempta" (de manera que s'exclouen els relleus), que representa una o més persones o animals (reals o mítics), tant si és de tot el cos com d'una part (com un bust). Només s'inclouen en aquesta llista els monuments que compleixen aquests requisits i criteris d'alçada.

## Existents
La taula principal inclou 139 estàtues de 30 metres o més d'alçada. Els països amb més estàtues en aquesta llista són Xina (amb 35), Índia (25) i Japó (19).
| Estàtua                                                        | Imatge     | Representa | Estat           | Alçada                  | Acabat                | Coordenades                                                         |
| -------------------------------------------------------------- | ---------- | --- | --------------- | ----------------------- | --------------------- | ------------------------------------------------------------------- |
| Estàtua de la Unitat                                           |            | Vallabhbhai Patel | Índia           | 182 m                   | 2018                  | 21° 50′ 16″ N, 73° 43′ 08″ E / 21.83778°N,73.71889°E                |
| Buda del Temple de Primavera                                   |            | Buda Vairocana | R.P. de la Xina | 128 m                   | 2008                  | 33° 46′ 31″ N, 112° 27′ 04″ E / 33.775150°N,112.451016°E            |
| Laykyun Setkyar                                                |            | Buda (Gautama) | Myanmar         | 115,8 m                 | 2008                  | 22° 04′ 49″ N, 95° 17′ 21″ E / 22.0803°N,95.2893°E                  |
| Estàtua de la creença                                          | sense marc | Shiva | Índia           | 115,8 m                 | 2022                  | 24° 55′ 13″ N, 73° 49′ 01″ E / 24.92041°N,73.81701°E                |
| Ushiku Daibutsu                                                |            | Buda (Amitabha) | Japó            | 120 m                   | 1993                  | 35° 58′ 58″ N, 140° 13′ 13″ E / 35.982716°N,140.220287°E            |
| Sendai Daikannon                                               |            | Kannon (Guanyin) | Japó            | 100 m                   | 1991                  | 38° 18′ 02″ N, 140° 49′ 25″ E / 38.300466°N,140.823559°E            |
| Guishan Guanyin de les mil mans i ulls                         |            | Guanyin | R.P. de la Xina | 99 m                    | 2009                  | 28° 11′ 3.60″ N, 111° 57′ 49″ E / 28.1843333°N,111.96361°E          |
| Gran Buda de Tailàndia                                         |            | Buda (Gautama) | Tailàndia       | 92 m                    | 2008                  | 14° 35′ 35.60″ N, 100° 22′ 40.02″ E / 14.5932222°N,100.3777833°E    |
| Hokkaido Kannon                                                |            | Kannon (Guanyin) | Japó            | 88 m                    | 1989                  | 43° 31′ 41.44″ N, 142° 11′ 53.14″ E / 43.5281778°N,142.1980944°E    |
| Staty av Maria och Batangas                                    |            | Mary | Filipines       | 85 m                    | 2008                  | 13° 38′ 32″ N, 121° 02′ 36″ E / 13.6423°N,121.0433°E                |
| La Mare Pàtria us crida!                                       |            | Dona que representa la mare pàtria                                                                                          | Rússia          | 85 m                    | 1967                  | 48° 44′ 32.5″ N, 44° 32′ 13″ E / 48.742361°N,44.53694°E             |
| Estàtua de la pau de Kan'onji                                  |            | Kannon (Guanyin) | Japó            | 80 metres (260 ft)      | 1982                  | 34° 30′ 11″ N, 134° 58′ 36″ E / 34.502949°N,134.976676°E            |
| Gran Buda de Ling Shan                                         |            | Buda (Amitabha) | R.P. de la Xina | 79 metres (259 ft)      | 1996                  | 31° 25′ 55″ N, 120° 5′ 29″ E / 31.43194°N,120.09139°E               |
| Guanyin de Nanshan                                             |            | Guanyin | R.P. de la Xina | 78 metres (256 ft)      | 2005                  | 18° 17′ 34″ N, 109° 12′ 31″ E / 18.292683°N,109.208736°E            |
| Estàtua de bronze de Dizang                                    |            | Ksitigarbha | R.P. de la Xina | 76 m                    | 2012                  | 30° 32′ 20″ N, 117° 48′ 15″ E / 30.538961°N,117.804231°E            |
| Estàtua de Guanyin al Monestir Tsz Shan                        |            | Guanyin | R.P. de la Xina | 76 m                    | 2012                  | 22° 28′ 32″ N, 114° 12′ 23″ E / 22.475584°N,114.206268°E            |
| Estàtua Garuda Wisnu Kencana                                   |            | Vishnu i Garuda | Indonesia       | 75 m                    | 2018                  | 8° 48′ 51″ S, 115° 10′ 01″ E / 8.8140433°S,115.166988°E             |
| Kaga Kannon                                                    |            | Kannon (Guanyin) | Japó            | 73 m                    | 1987                  | 36° 19′ 33″ N, 136° 20′ 56″ E / 36.325706°N,136.348851°E            |
| Confuci de la Muntanya Ni                                      |            | Confuci | R.P. de la Xina | 72 m                    | 2016                  | 35° 29′ 44″ N, 117° 12′ 19″ E / 35.495478°N,117.205324°E            |
| Buda gegant de Leshan                                          |            | Buddha (Maitreya) | R.P. de la Xina | 71 metres (233 ft)      | 803                   | 29° 32′ 50″ N, 103° 46′ 09″ E / 29.547222°N,103.769167°E            |
| Son Tra Quan Am                                                |            | Quan Âm (Guanyin) | Vietnam         | 70 metres (230 ft)      | 2010                  | 16° 05′ 59″ N, 108° 16′ 37″ E / 16.0996°N,108.2769°E                |
| Taihu Guanyin Temple                                           |            | Guanyin | R.P. de la Xina | 67 metres (220 ft)      | 2017                  | 31° 06′ 22″ N, 120° 14′ 20″ E / 31.106°N,120.239°E                  |
| Yang'asha de Guizhou                                           |            | Yang'asha (deessa de la bellesa de poble Miao)                                                                              | R.P. de la Xina | 66 metres (217 ft)      | 2017                  | 26° 44′ 13″ N, 108° 27′ 27″ E / 26.736998°N,108.457377°E            |
| Statue of Equality (Ramanuja)                                  |            | Ramanuja | Índia           | 65,8 m                  | 2018                  | 17° 11′ 09″ N, 78° 19′ 59″ E / 17.185957°N,78.333183°E              |
| Monument a la mare pàtria                                      |            | Mare pàtria | Ucraïna         | 62 m                    | 1981                  | 50° 25′ 35″ N, 30° 33′ 47″ E / 50.426497°N,30.563171°E              |
| Guze Jibo Daikannon del temple de Narita-san                   |            | Kannon (Guanyin) – Jibo Kannon                                                                                              | Japó            | 62 metres (203 ft)      | 1983                  | 33° 17′ 08″ N, 130° 32′ 05″ E / 33.285445°N,130.534852°E            |
| Guanyin del Mont Xiqiao                                        |            | Guanyin | R.P. de la Xina | 62 metres (203 ft)      | 1998                  | 22° 55′ 59″ N, 112° 58′ 18″ E / 22.933101°N,112.971725°E            |
| Guan Yu de Yuncheng                                            |            | Guandi (déu de la guerra)                                                                                                   | R.P. de la Xina | 61 metres (200 ft)      | 2010                  | 34° 55′ 01″ N, 110° 57′ 50″ E / 34.917011°N,110.963985°E            |
| Luangpho Yai                                                   |            | Buda (Gautama) | Tailàndia       | 592 metres (1,942 ft)   | 1979                  | 16° 03′ 44″ N, 103° 39′ 31″ E / 16.062142°N,103.658508°E            |
| Déu Lluminós de la Muntanya Roja (赤山神, Chìshānshén)         |            | Chishanshen o Déu Lluminós de la Muntanya Roja (赤山明神, Chìshān Míngshén), variació local del déu del mar (海神, Hǎishén) | R.P. de la Xina | 58.8 metres (193 ft)    | 2010s                 | 36° 54′ 00″ N, 122° 23′ 56″ E / 36.899932°N,122.398949°E            |
| Guan Yu                                                        |            | Guan Yu (déu de la guerra)                                                                                                  | R.P. de la Xina | 58 metres (190 ft)      | 2016                  | 30° 20′ 29″ N, 112° 12′ 29″ E / 30.341278°N,112.207917°E            |
| Great Standing Maitreya Buddha                                 |            | Buda (Maitreya) | Taiwan          | 57,6 m                  | 2011                  | 24° 40′ 52″ N, 120° 59′ 08″ E / 24.681045°N,120.985651°E            |
| Aizu Jibo Dai-Kannon                                           |            | Kannon (Guanyin) – Jibo Kannon                                                                                              | Japó            | 57 metres (187 ft)      | 1987                  | 37° 33′ 03″ N, 139° 57′ 04″ E / 37.550906°N,139.951229°E            |
| Tokyo Wan Kannon                                               |            | Kannon (Guanyin) | Japó            | 56 metres (184 ft)      | 1961                  | 35° 15′ 49″ N, 139° 51′ 45″ E / 35.263544°N,139.862437°E            |
| Zheng Chenggong Dashenxiang                                    |            | Koxinga | Taiwan          | 53,4 m                  | 1995                  | 23° 36′ 15″ N, 120° 22′ 29″ E / 23.604234°N,120.374763°E            |
| Emperadors Yan i Huang                                         |            | Yan i Huang, emperadors de la Xina                                                                                          | R.P. de la Xina | 51 metres (167 ft)      | 2007                  | 34° 57′ 26″ N, 113° 30′ 45″ E / 34.957222°N,113.512373°E            |
| Usami Dai-Kannon                                               |            | Kannon (Guanyin) | Japó            | 50 metres (160 ft)      | 1982                  | 35° 01′ 25″ N, 139° 03′ 51″ E / 35.023644°N,139.064069°E            |
| Sodoshima Dai-Kannon                                           |            | Kannon (Guanyin) | Japó            | 50 metres (160 ft)      | 1994                  | 34° 30′ 43″ N, 134° 12′ 47″ E / 34.511879°N,134.213187°E            |
| Taiwan Chengte Dafo                                            |            | Buda (Amitābha) | Taiwan          | 50 metres (160 ft)      | 2004                  | 24° 00′ 21″ N, 120° 58′ 52″ E / 24.005792°N,120.981082°E            |
| Guerrero Chimalli                                              |            | Guerrer Chīmalli | Mèxic           | 50 metres (160 ft)      | 2014                  | 19° 24′ 47″ N, 98° 59′ 02″ O / 19.413085°N,98.983906°O              |
| Monument a la renaixença africana                              |            | Poble africà | Senegal         | 49 metres (161 ft)      | 2010                  | 14° 43′ 20″ N, 17° 29′ 42″ O / 14.72222°N,17.49500°O                |
| Buda de Kande Viharaya, Aluthgama                              |            | Buda (Gautama) | Sri Lanka       | 48,8 m                  | 2007                  | 6° 26′ 56″ N, 80° 00′ 00″ E / 6.4490°N,80.0001°E                    |
| Dai Kannon of Kamaishi                                         |            | Kannon (Guanyin) – Gyoran Kannon                                                                                            | Japó            | 48,5 m                  | 1970                  | 39° 15′ 24″ N, 141° 54′ 03″ E / 39.256532°N,141.900895°E            |
| Donglin Dafo                                                   |            | Buda (Amitābha) | R.P. de la Xina | 48 metres (157 ft)      | 2013                  | 29° 25′ 38″ N, 115° 53′ 5″ E / 29.42722°N,115.88472°E               |
| Jinding Dafo                                                   |            | Buda (Gautama) | R.P. de la Xina | 48 metres (157 ft)      | 2011                  | 43° 19′ 18″ N, 128° 14′ 36″ E / 43.32167°N,128.24333°E              |
| Bodhisattva Samantabhadra de les deu direccions                |            | Buda (Samantabhadra) | R.P. de la Xina | 48 metres (157 ft)      | 2005                  | 29° 31′ 32″ N, 103° 20′ 12″ E / 29.52567°N,103.336802°E             |
| Fo Guang Gran Buda al Fo Guang Shan Buddha Museum              |            | Buda (Gautama) | Taiwan          | 48 metres (157 ft)      | 2011                  | 22° 45′ 29″ N, 120° 26′ 19″ E / 22.75806°N,120.43861°E              |
| Monumento a la Virgen de la Paz                                |            | Maria, mare de Jesús | Veneçuela       | 46.7 metres (153 ft)    | 1983                  | 9° 20′ 52″ N, 70° 27′ 46″ O / 9.34778°N,70.46278°O                  |
| Estàtua de la Llibertat (Liberty Enlightening the World)       |            | Llibertat, deessa romana | Estats Units    | 46 metres (151 ft)      | 1886                  | 40° 41′ 21″ N, 74° 02′ 40″ O / 40.6892°N,74.0445°O                  |
| Nossa Senhora de Fátima                                        |            | Mare de Déu de Fàtima | Brasil          | 45 metres (148 ft)      | 2016                  | 7° 14′ 26″ S, 39° 23′ 2″ O / 7.24056°S,39.38389°O                   |
| Jixiang Dafo                                                   |            | Buda | R.P. de la Xina | 45 metres (148 ft)      | 2008                  | 21° 57′ 38″ N, 100° 48′ 30″ E / 21.96056°N,100.80833°E              |
| Phra Puttamingmongkol Akenakkiri Buddha                        |            | Buda (Gautama) | Tailàndia       | 45 metres (148 ft)      | 2008                  | 7° 49′ 40″ N, 98° 18′ 49″ E / 7.82784°N,98.313727°E                 |
| Virgen del Socavón                                             |            | Maria, mare de Jesús | Bolívia         | 45 metres (148 ft)      | 2013                  | 17° 58′ 29″ S, 67° 07′ 14″ O / 17.974699°S,67.120624°O              |
| Tong Lam Lo Son Amitabha Buddha                                |            | Buda (Amitabha) | Vietnam         | 44 metres (144 ft)      | 2012                  | 12° 16′ 59″ N, 109° 08′ 02″ E / 12.28296°N,109.13383°E              |
| Estàtua de Muthumalai murugan                                  |            | Murugan | Índia           | 44 metres (144 ft)      | 2016                  | 11° 39′ 23″ N, 78° 29′ 08″ E / 11.65647°N,78.48550°E                |
| Kailashnath Mahadev Statue                                     |            | Shiva | Nepal           | 43.5 metres (143 ft)    | 2018                  | 27° 38′ 46″ N, 85° 28′ 29″ E / 27.646017°N,85.474774°E              |
| Estàtua de Maa Vaishno Devi                                    |            | Durga | Índia           | 43 metres (141 ft)      | 2010                  | 27° 33′ 39″ N, 77° 37′ 56″ E / 27.5608920°N,77.6322786°E            |
| Déu de la longevitat de Rugao                                  |            | Shòuxing (寿星 o 寿神), "estel/déu de la longevitat"                                                                        | R.P. de la Xina | 43 metres (141 ft)      | 2010s                 | 32° 21′ 52″ N, 120° 32′ 23″ E / 32.364451°N,120.539643°E            |
| Lord Murugan Statue                                            |            | Murugan | Malàisia        | 42.7 metres (140 ft)    | 2006                  | 3° 14′ 15″ N, 101° 41′ 02″ E / 3.237483°N,101.683976°E              |
| Mazu de Tianjin                                                |            | Mazu (deessa del mar) | R.P. de la Xina | 42.3 metres (139 ft)    | 2012                  | 39° 06′ 25″ N, 117° 50′ 18″ E / 39.106972°N,117.838386°E            |
| Buddha Dordenma                                                |            | Shakyamuni Buda | Bhutan          | 42.2 metres (138 ft)    | 2015                  | 27° 26′ 37″ N, 89° 38′ 43″ E / 27.4435°N,89.6454°E                  |
| Sant Vicent Ferrer                                             |            | Sant Vicent Ferrer | Filipines       | 42 metres (138 ft)      | 2019                  | 15° 49′ 11″ N, 120° 26′ 39″ E / 15.81970°N,120.444125°E             |
| Santa Rita de Càssia                                           |            | Rita de Càssia | Brasil          | 42 metres (138 ft)      | 2010                  | 6° 14′ 22″ S, 36° 01′ 14″ O / 6.239479°S,36.020492°O                |
| Grand Byakue Kannon                                            |            | Kannon (Guanyin) | Japó            | 41.8 metres (137 ft)    | 1936                  | 36° 18′ 40″ N, 138° 58′ 50″ E / 36.311105°N,138.980677°E            |
| Gran Mazu de Chunan                                            |            | Mazu (deessa del mar) | Taiwan          | 41.4 metres (136 ft)    | 1984                  | 24° 41′ 38″ N, 120° 51′ 58″ E / 24.693977°N,120.866047°E            |
| Batamulla Kanda Buddhist Centre                                |            | Buda (Gautama) | Sri Lanka       | 41 metres (135 ft)      | 2016                  | 6° 31′ 08″ N, 80° 07′ 04″ E / 6.518899°N,80.117755°E                |
| Veera Abhaya Anjaneya Hanuman Swami                            |            | Hanuman | Índia           | 41 metres (135 ft)      | 2003                  | 17° 13′ 47″ N, 82° 07′ 21″ E / 17.229682°N,82.12263°E               |
| Guanyin de Lianhuashan                                         |            | Guanyin | R.P. de la Xina | 40.8 metres (134 ft)    | 1994                  | 22° 59′ 27.33″ N, 113° 30′ 1.49″ E / 22.9909250°N,113.5004139°E     |
| Thiruvalluvar Statue                                           |            | Thiruvalluvar | Índia           | 40.6 metres (133 ft)    | 1999                  | 8° 04′ 40″ N, 77° 33′ 14″ E / 8.0777°N,77.5539°E                    |
| Shichikama Shokannon                                           |            | Kannon | Japó            | 40 metres (130 ft)      | 1990                  | 32° 45′ 12.8″ N, 129° 52′ 28.8″ E / 32.753556°N,129.874667°E        |
| Shinran Shonin                                                 |            | Shinran | Japó            | 40 metres (130 ft)      | 1990                  | 38° 04′ 20″ N, 139° 20′ 33″ E / 38.072233°N,139.342626°E            |
| Estàtua de José María Morelos                                  |            | José María Morelos | Mèxic           | 40 metres (130 ft)      | 1934                  | 19° 34′ 25″ N, 101° 39′ 07″ O / 19.573611°N,101.651944°O            |
| Estàtua eqüestre de Genghis Khan                               |            | Genguis Kan | Mongolia        | 40 metres (130 ft)      | 2007                  | 47° 48′ 29″ N, 107° 31′ 48″ E / 47.808°N,107.530°E                  |
| Amitābha dret de Fo Guang Shan                                 |            | Buda (Amitābha) | Taiwan          | 40 metres (130 ft)      | 1975                  | 22° 44′ 57″ N, 120° 26′ 45″ E / 22.749050°N,120.445900°E            |
| Atatürk Mask                                                   |            | Mustafa Kemal Atatürk | Turquia         | 40 metres (130 ft)      | 2009                  | 38° 24′ 22″ N, 27° 08′ 46″ E / 38.406046°N,27.145991°E              |
| Veritable gran déu marcial de Yunxi Gushan                     |            | Xuanwu/Zhenwudadi (真武大帝 "Veritable gran déu marcial"), el déu negre                                                     | Xina            | 39 metres (128 ft)      | 2016                  | 32° 58′ 20″ N, 110° 24′ 24″ E / 32.972233°N,110.406677°E            |
| Tathagata Tsal                                                 |            | Buda | Índia           | 39 metres (128 ft)      | 2013                  | 27° 18′ 51″ N, 88° 21′ 48″ E / 27.314297°N,88.363322°E              |
| Gran Buda de Wat Phothikyan Phut Thak Tham                     |            | Buda (Amitābha) | Malaysia        | 39 metres (128 ft)      | 2009                  | 6° 06′ 33″ N, 102° 22′ 19″ E / 6.109117°N,102.371916°E              |
| Ganeixa                                                        |            | Ganeixa | Tailàndia       | 39 m                    | 2012                  | 13° 44′ 7.08″ N, 101° 10′ 27.84″ E / 13.7353000°N,101.1744000°E     |
| Buda gegant de Hongguang Shan                                  |            | Buda (Gautama) | Xina            | 38.8 metres (127 ft)    | 2004                  | 43° 52′ 52″ N, 87° 36′ 49″ E / 43.881145°N,87.613478°E              |
| Nanshan Dafo                                                   |            | Buda (Gautama) | Xina            | 38.7 metres (127 ft)    | 2004                  | 37° 33′ 57″ N, 120° 28′ 17″ E / 37.56583°N,120.47139°E              |
| Daishaka                                                       |            | Buda (Gautama) | Japó            | 38.5 metres (126 ft)    | 1979                  |                                                                     |
| Dhyana Buddha Statue                                           |            | Buda (Gautama) | Índia           | 38 metres (125 ft)      | 2006                  | 16° 34′ 43″ N, 80° 21′ 11″ E / 16.57861°N,80.35306°E                |
| Laozi de la muntanya Laojunshan                                |            | Laozi | Xina            | 38 metres (125 ft)      | 2010                  | 33° 45′ 17″ N, 111° 38′ 31″ E / 33.75472°N,111.64194°E              |
| Estàtua de Padmasambhava a Rewalsar                            |            | Guru Rinpoche | Índia           | 37.5 metres (123 ft)    | 2012                  | 31° 38′ 2″ N, 76° 49′ 59.99″ E / 31.63389°N,76.8333306°E            |
| Rèplica de l'estàtua de la Llibertat davant de la botiga Havan |            | Llibertat (deessa) | Brasil          | 37 metres (121 ft)      | 2011                  | 26° 38′ 10″ S, 48° 41′ 56″ O / 26.63611°S,48.69889°O                |
| Shiva de Murudeshwara                                          |            | Shiva | Índia           | 37 metres (121 ft)      | 2006                  | 14° 05′ 37″ N, 74° 29′ 01″ E / 14.093645°N,74.483689°E              |
| Buda gegant de Rongxian                                        |            | Buda (Maitreya) | Xina            | 37 metres (121 ft)      | 817                   | 29° 27′ 17″ N, 104° 25′ 52″ E / 29.45472°N,104.43111°E}             |
| Merlion de Sentosa                                             |            | Un merlion | Singapur        | 37 metres (121 ft)      | 1996                  | 1° 15′ 13″ N, 103° 49′ 08″ E / 1.2535°N,103.818794°E                |
| Da Guan Gong                                                   |            | Guan Yu | Taiwan          | 36.6 metres (120 ft)    | 1975                  | 24° 46′ 49.5″ N, 120° 58′ 43.5″ E / 24.780417°N,120.978750°E        |
| Crist rey de Świebodzin                                        |            | Jesús de Natzaret | Polònia         | 36 metres (118 ft)      | 2010                  | 52° 14′ 12″ N, 15° 32′ 47″ E / 52.236667°N,15.546389°E              |
| Guanyin del temple Chongyuan                                   |            | Guanyin (Avalokitesvara) | Xina            | 33 metres (108 ft)      | 2007                  | 31° 24′ 32″ N, 120° 46′ 32″ E / 31.40889°N,120.77556°E              |
| Estàtua de Padmasambhava a Namchi                              |            | Guru Rinpoche | Índia           | 36 metres (118 ft)      | 2004                  | 27° 10′ 46″ N, 88° 22′ 48″ E / 27.179514°N,88.380021°E              |
| Saibaba                                                        |            | Sai Baba de Shirdi | Índia           | 35.5 metres (116 ft)    | 2015                  | 16° 57′ 18.3″ N, 82° 11′ 18.80″ E / 16.955083°N,82.1885556°E        |
| Monument d'Alyosha, Murmansk                                   |            | Soldat rus de la Segona guerra mundial                                                                                      | Rússia          | 35.5 metres (116 ft)    | 1974                  | 68° 59′ 34″ N, 33° 04′ 16″ E / 68.992902°N,33.071208°E              |
| Basaveshwara statue                                            |            | Basava | Índia           | 35.35 metres (116.0 ft) | 2014                  | 15° 25′ 14″ N, 75° 37′ 57″ E / 15.420555°N,75.632442°E              |
| Bodhisattva Avalokitesvara de Tazawako                         |            | Avalokitesvara | Japó            | 35 metres (115 ft)      | 1939                  | 39° 44′ 21″ N, 140° 43′ 23″ E / 39.739192°N,140.723013°E            |
| El nacimiento del Hombre nuevo                                 |            | Cristòfol Colom | Espanya         | 35 metres (115 ft)      | 1995                  | 37° 25′ 39″ N, 5° 59′ 34″ O / 37.427575°N,5.992813°O                |
| Gran estàtua del nord de les coves Mogao                       |            | Buda (Maitreya) | Xina            | 35.5 metres (116 ft)    | 694                   | 40° 2′ 14″ N, 94° 48′ 13″ E / 40.03722°N,94.80361°E                 |
| Adiyogi Shiva statue                                           |            | Shiva | Índia           | 342 metres (1,122 ft)   | 2017                  | 10° 58′ 22″ N, 76° 44′ 26″ E / 10.972671°N,76.740500°E              |
| Cristo de la Concordia                                         |            | Jesús de Natzaret | Bolivia         | 34.2 metres (112 ft)    | 1994                  | 17° 23′ 04″ S, 66° 08′ 04″ O / 17.384522°S,66.13452°O               |
| Pegasus and Dragon                                             |            | Pegasus i Dragon | Estats Units    | 33.5 metres (110 ft)    | 2014                  | 25° 58′ 56″ N, 80° 08′ 26″ O / 25.982155°N,80.140495°O              |
| Tian Tan Buddha                                                |            | Buddha (Gautama) | Xina            | 33.2 metres (109 ft)    | 1993                  | 22° 15′ 14″ N, 113° 54′ 17″ E / 22.253889°N,113.904722°E            |
| Hungludi Tudigong Xiang                                        |            | Tu Di Gong | Taiwan          | 33.2 metres (109 ft)    | 2000s (approx.)       |                                                                     |
| Estàtua d'Ahimsa                                               |            | Adinath | Índia           | 33 metres (108 ft)      | 2016                  | 20° 50′ 32″ N, 74° 05′ 02″ E / 20.842228°N,74.0839904°E             |
| Adinath                                                        |            | Rishabhanatha | Índia           | 33 metres (108 ft)      | 2015                  | 21° 30′ 21″ N, 71° 48′ 44″ E / 21.5058706°N,71.8122896°E            |
| Sankat Mochan Dham                                             |            | Hanuman | Índia           | 33 metres (108 ft)      | 2008                  | 28° 38′ 45″ N, 77° 11′ 49″ E / 28.6458165°N,77.1969527°E            |
| Maoshan Laozi Shenxiang                                        |            | Laozi | Xina            | 33 metres (108 ft)      | 1998                  | 31° 47′ 48.38″ N, 119° 18′ 39.77″ E / 31.7967722°N,119.3110472°E    |
| Gran Buda Maitreya de Xuedoushan                               |            | Buda (Maitreya) | Xina            | 33 metres (108 ft)      | 2008                  |                                                                     |
| Yishan Dafo                                                    |            | Buda (Gautama) | Xina            | 33 metres (108 ft)      | 2009                  |                                                                     |
| Guanshiyin Pusa Shengxiang a Guanyin Shan                      |            | Guanyin | Xina            | 33 metres (108 ft)      | 2001                  |                                                                     |
| Vierge du Mas Rillier                                          |            | Maria, mare de Jesús | França          | 33 metres (108 ft)      | 1941                  | 45° 49′ 44″ N, 4° 57′ 01″ E / 45.828919°N,4.950349°E                |
| Mangal Mahadev                                                 |            | Shiva | Mauritius       | 33 metres (108 ft)      | 2007                  | 20° 24′ 59″ S, 57° 29′ 33″ E / 20.4164°S,57.4924°E                  |
| Sri Tallapaka Annamacharya                                     |            | Annamacharya | Índia           | 33 metres (108 ft)      | 2008                  | 14° 12′ 04″ N, 79° 09′ 41″ E / 14.201056°N,79.161516°E              |
| Hanuman Murti a Shahjahanpur                                   |            | Hanumat Dham | Índia           | 33 metres (108 ft)      | 2013                  |                                                                     |
| Estàtua de Hanuman al temple Jakhoo Hanuman                    |            | Hanuman | Índia           | 33 metres (108 ft)      | 2010                  | 31° 06′ 03″ N, 77° 11′ 00″ E / 31.100874°N,77.183446°E              |
| Estàtua de Basava al Basavakalyan Bidar                        |            | Basava | Índia           | 33 metres (108 ft)      | 2012                  | 17° 50′ 34″ N, 76° 56′ 36″ E / 17.842725°N,76.943300°E              |
| Junkin Kaiun Hoju Daikanzeon Bosatsu                           |            | Kannon | Japó            | 33 metres (108 ft)      | 1982                  |                                                                     |
| Taniyama no Daikannon                                          |            | Kannon | Japó            | 33 metres (108 ft)      | 2001                  |                                                                     |
| Golden Buddha (Maitreya) of Beopjusa                           |            | Buda (Maitreya) | Corea del Sud   | 33 metres (108 ft)      | 1990                  | 36° 32′ 31″ N, 127° 49′ 57″ E / 36.541999°N,127.832563°E            |
| Durga Maa Bhavani                                              |            | Durga | Mauritius       | 33 metres (108 ft)      | 2017                  | 20° 24′ 54″ S, 57° 29′ 31″ E / 20.415117°S,57.492073°E              |
| Estàtua de Mazu al temple Xinwu Tianhou                        |            | Mazu | Taiwan          | 32.7 metres (107 ft)    | 2001                  | 24° 58′ 32″ N, 121° 01′ 35″ E / 24.975662°N,121.026496°E            |
| Estàtua de Buda al monestir Mindroling                         |            | Buda (Gautama) | Índia           | 32.6 metres (107 ft)    | 1965                  | 30° 15′ 11″ N, 78° 00′ 44″ E / 30.253023°N,78.0123208°E             |
| Luang Pho To                                                   |            | Buda (Maitreya) | Tailàndia       | 32.5 metres (107 ft)    | 1927                  | 13° 46′ 01″ N, 100° 30′ 10″ E / 13.76697°N,100.502715°E             |
| Estàtua de Buda al monestir Diskit                             |            | Buda (Maitreya) | Índia           | 32 metres (105 ft)      | 2010                  | 34° 32′ 37″ N, 77° 33′ 50″ E / 34.543504°N,77.563848°E              |
| Hanuman a Nandura                                              |            | Hanuman | Índia           | 32 metres (105 ft)      |                       | 20° 50′ 05″ N, 76° 27′ 00″ E / 20.834732°N,76.449944°E              |
| Estàtua de Mao Zedong a Juzizhou                               |            | Mao Zedong | Xina            | 32 metres (105 ft)      | 2009                  | 28° 10′ 16″ N, 112° 57′ 17″ E / 28.1710°N,112.9547°E                |
| Estàtua de Jesús a Saidnaya                                    |            | Jesús de Natzaret | Síria           | 32 metres (105 ft)      | 2013                  | 33° 43′ 39″ N, 36° 22′ 24″ E / 33.727387°N,36.373336°E              |
| Bhaisajyaguru del temple Nihon-ji                              |            | Buda (Bhaisajyaguru) | Japó            | 31 metres (102 ft)      | 1790 (approx.)        | 35° 09′ 28″ N, 139° 50′ 05″ E / 35.157732°N,139.834757°E            |
| Sagrat cor de Jesús de Roxas, Capiz                            |            | Jesús de Natzaret | Filipines       | 31 metres (102 ft)      | 2015                  | 11° 32′ 53″ N, 122° 43′ 39″ E / 11.54805°N,122.72763°E              |
| Mangal Mahadev                                                 |            | Shiva | Índia           | 30.8 metres (101 ft)    | 2012                  | 28° 37′ N, 76° 39′ E / 28.62°N,76.65°E                              |
| Jalesveva Jayamahe                                             |            | Oficial de marina | Indonesia       | 30.6 metres (100 ft)    | 1996                  | 7° 11′ 46.74″ S, 112° 44′ 23.16″ E / 7.1963167°S,112.7397667°E      |
| Shiva de Har Ki Pauri                                          |            | Shiva | Índia           | 30.5 metres (100 ft)    | 2012                  | 29° 57′ 31″ N, 78° 10′ 29″ E / 29.958727°N,78.174800°E              |
| São Francisco de Canindé                                       |            | Sant Francesc d'Assís | Brasil          | 30.5 metres (100 ft)    | 2005                  | 4° 22′ 01″ S, 39° 18′ 19″ O / 4.36694°S,39.30528°O                  |
| Guan Yin de bronze del temple Kek Lok Si                       |            | Guanyin | Malaysia        | 30.2 metres (99 ft)     | 1999                  | 5° 23′ 52″ N, 100° 16′ 21″ E / 5.39778°N,100.27250°E                |
| Abbirajupalem Hanuman Statue                                   |            | Hanuman | Índia           | 30 metres (98 ft)       | 2013                  | 16° 30′ 12″ N, 81° 50′ 34″ E / 16.503427°N,81.842884°E              |
| Crist beneint (Patung Yesus Memberkati, Kristus Kase Berkat)   |            | Jesús de Natzaret | Indonesia       | 30 metres (98 ft)       | 2007                  | 1° 29′ 0″ N, 124° 50′ 0″ E / 1.48333°N,124.83333°E                  |
| Obinzurusama                                                   |            | Pindola Bharadvaja | Japó            | 30 metres (98 ft)       | 1607Plantilla:Dubious | 33° 02′ 27″ N, 130° 41′ 09″ E / 33.0407°N,130.6857°E                |
| Cristo Resucitado                                              |            | Jesús de Natzaret | Mèxic           | 30 metres (98 ft)       | 1979 (approx.)        | 19° 33′ 43″ N, 99° 11′ 04″ O / 19.562014°N,99.184463°O              |
| Virgen d'El Panecillo                                          |            | Maria, mare de Jesús | Equador         | 30 metres (98 ft)       | 1976                  | 0° 13′ 43″ S, 78° 31′ 7″ O / 0.22861°S,78.51861°O                   |
| Crist Redemptor de Rio de Janeiro                              |            | Jesús de Natzaret | Brasil          | 30 metres (98 ft)       | 1931                  | 22° 57′ 06″ S, 43° 12′ 39″ O / 22.951667°S,43.210833°O              |
| Wat Machimmaram                                                |            | Buda | Malaysia        | 30 metres (98 ft)       | 2001                  | 6° 11′ 10″ N, 102° 6′ 30″ E / 6.18611°N,102.10833°E                 |
| The Kelpies                                                    |            | Cavalls | Regne Unit      | 30 metres (98 ft)       | 2013                  | 56° 01′ 09″ N, 3° 45′ 19″ O / 56.0191°N,3.7553°O                    |
| Estàtues de la torre Juche                                     |            | Treballador, camperol i intel·lectual                                                                                       | North Korea     | 30 metres (98 ft)       | 1982                  | 39° 01′ 04″ N, 125° 45′ 47″ E / 39.017783°N,125.76303°E             |
| Estàtua de Baviera                                             |            | Dona Baviera | Alemanya        | 1m ft                   | 2008                  | 48° 07′ 50″ N, 11° 32′ 45″ E / 48.13067°N,11.54594°E                |
| Estàtua de Buda a Hyderabad                                    |            | Buda (Gautama) | Índia           | 30 m ft                 | 2008                  | 17° 24′ 56″ N, 78° 28′ 30″ E / 17.41556°N,78.47500°E                |
| Estàtua de Manneken a Brussel·les                              |            | Manneken | Bèlgica         | 1 m ft                  | 2008                  | 50° 50′ 42″ N, 4° 21′ 00″ E / 50.8449861°N,4.3499932°E              |
| Parc Frogner                                                   |            | Noi | Noruega         | 2 m                     | 1009                  | 59° 55′ 36.509″ N, 10° 42′ 4.3164″ E / 59.92680806°N,10.701199000°E |
| Ludwigsbrunnen                                                 |            | cavaller | Alemanya        | 1 m                     | 2014                  | 48° 45′ 53″ N, 11° 25′ 47″ E / 48.764817°N,11.429650°E              |
| Vierge du Monton                                               |            | Verge | França Itàlia   | 1m ft                   | 3301                  | 45° 40′ 45″ N, 3° 09′ 28″ E / 45.679245°N,3.157732°E                |
| Àngel del Nord                                                 |            | Àngel | Anglaterra      | 33m ft                  | 2008                  | 54° 54′ 51″ N, 1° 35′ 22″ O / 54.9141°N,1.5895°O                    |